# مهدي العران
مهدي محمد عران سياسي عراقي وعضو سابق في مجلس محافظة صلاح الدين اغتيل في 29 آذار 2011 في مكتبه في مجلس المحافظة.

## الولادة والنشأة
ولد في سامراء عام 1944م لأسرة عربية مسلمة من آل نيسان، ومنذ بواكير شبابه نشأة متدينة متأثرا بوسط طلابي إسلامي يحمل توجهات اخوانية فعمل معهم حتى انه حج بيت بيت الله الحرام مبكرا عام 1969 قبل زواجه.
متزوج ولديه سبعة اولاد ثلاثة من البنين وهم د انس دكتور في العلوم الاسلامية و اسامه يعمل تاجراً و الصيدلي محمد واربع بنات أكبرهم د. أنس مهدي العران (دكتوراه في الشريعة الإسلامية) وعميد سابق لكلية العلوم الإسلامية في جامعة سامراء.

## دراسته
درس الابتدائية والثانوية في سامراء.
عام 1962 نال شهادة دبلوم في التربية من معهد اعداد المعلمين في بغداد الاعظمية

## عمله المهني
عمل معلما لمدة 26 سنة في قطاع التعليم الحكومي من عام 1963م إلى 1989م في مدارس محافظة صلاح الدين.
عام 2009 انتُخب عضواً في مجلس محافظة صلاح الدين وعمل فيه حتى اغتياله عام 2011.
عمل في تجارة المصوغات الذهبية من عام 1984م إلى 2003م حين ترك العمل التجاري وتفرغ للعمل السياسي.

## نشاطه الاجتماعي
عمل في النشاط الخيري عضوا مؤسسا للجمعية الخيرية الإسلامية في سامراء وعضو هيئة إدارتها ثم رئيسها.
لديه مشاركة واهتمام في الانساب العشائرية فعمل على تدوين نسب عشيرته ومشجراتها واستحصل توثيق النسب من كبار نسابة العراق والعالم الإسلامي باعتبارها عشيرة من الاشراف الحسنيين، وبقي المؤتمن على النسب حتى وفاته.
ذو نشاط معروف في الانشطة العشائرية ولديه خبرة في أعرافها ومحكما في الخصومات العشائرية إذ هو أحد شيوخ عشيرته. يسعى وينشط في الإصلاح الاجتماعي وفض الخصومات.

## نشاطه السياسي الإسلامي
انضم إلى صفوف جماعة الاخوان المسلمين في العراق عام 1958 وعمل في صفوفهم بمختلف مستويات وانشطة العمل العلنية والسرية.
كلفه الحزب الإسلامي العراقي عام 2003 بتأسيس عمل الحزب في محافظة صلاح الدين فجمع أفراده في ديوانه بحضور الدكتور محسن عبد الحميد واعلن الحزب الإسلامي في المحافظة. ثم قام بجولة في المحافظة لتشكيل الهيكل التنظيمي للحزب في المحافظة ومؤسساته.
عمل نائبا لمسؤول فرع سامراء للحزب الإسلامي ومسؤول للعشائر.
ثم شغل منصب مسؤول الحزب الإسلامي لمركز صلاح الدين عام 2004.
ومستشارا للمكتب السياسي في الحزب الإسلامي للمقر الرئيسي.
ثم عضوا مؤسسا في المؤتمر العام لأهل العراق وعضوا في امانته العامة.
في حزيران عام 2006 تولى مسؤولية مركز صلاح الدين للمؤتمر العام لأهل العراق، وقام بتشكيل قيادة المركز وأقسامه وفتح ثمانية فروع.
عام 2009 رشح لانتخابات مجلس محافظة صلاح الدين ضمن جبهة توافق صلاح الدين عن المكون السياسي المؤتمر العام لأهل العراق، وفاز عضوا في مجلس محافظة صلاح الدين فشغل منصب مسؤول لجنة الأوقاف والشؤون الدينية وعضوا في تسعة لجان أخرى.
رشح في انتخابات مجلس النواب العراقي عام 2010 عن محافظة صلاح الدين ولكنه لم يحصل على الاصوات المطلوبة للفوز وبقي عضوا في مجلس المحافظة حتى اغتياله عام 2011.

## وفاته
اغتيل في حادثة بناية مجلس محافظة صلاح الدين يوم الثلاثاء 29\3\2011 م في مكتبه مع الدكتور واثق شاكر التي تبناها تنظيم داعش.